# István Lichteneckert
István Lichteneckert (17 de agosto de 1892-10 de noviembre de 1929) fue un deportista húngaro que compitió en esgrima, especialista en la modalidad de florete. Participó en los Juegos Olímpicos de París 1924, obteniendo una medalla de bronce en la prueba por equipos.

## Palmarés internacional
| Juegos Olímpicos | Juegos Olímpicos | Juegos Olímpicos  | Juegos Olímpicos    |
| Año              | Lugar            | Medalla           | Prueba              |
| ---------------- | ---------------- | ----------------- | ------------------- |
| 1924             | París (Francia)  | Medalla de bronce | Florete por equipos |